# Tomas Bornestaf
Tomas Göthe Erik Bornestaf, född 10 juli 1942 i Stockholm, är en svensk pensionerad officer i Armén.

## Biografi
Bornestaf blev 1964 fänrik i Armén. År 1966 befordrades han till löjtnant, år 1972 till kapten, år 1975 till major, år 1982 till överstelöjtnant, år 1987 till överstelöjtnant mst* och 1993 till överste.
Bornestaf inledde sin militära karriär vid Livgrenadjärregementet. Åren 1974–1977 var han lärare vid Krigsskolan. Åren 1977–1979 var han adjutant vid utbildningsbataljonen vid Krigsskolan. Åren 1982–1987 var han kurschef vid Krigsskolan. Åren 1987–1988 tjänstgjorde han vid Hälsinge regemente. Åren 1988–1989 tjänstgjorde han som FN-soldat vid Svenska utlandsstyrkan. Åren 1993–1994 var han chef för Infanteriets och kavalleriets stridsskola. Åren 1995–1997 var han regementschef för Hälsinge regemente och försvarsområdesbefälhavare för Gävleborgs försvarsområde. Åren 1998–2002 tjänstgjorde han på olika befattningar vid Högkvarteret.